# アジア・太平洋人権情報センター
一般財団法人アジア・太平洋人権情報センター（アジアたいへいようじんけんじょうほうセンター）は、国際的な人権情報の交流拠点として1994年7月に財団法人として設立され、同年12月7日に開設された。各種人権問題資料などの収集・閲覧、セミナー、出版などを行っている財団である。略称はヒューライツ大阪。

## 場所
大阪市西区西本町1丁目7－7 ＣＥ西本町ビル8階

## 出捐者
大阪府、大阪市、部落解放同盟、労働組合等が大口の出捐者である。
基本財産への主要出捐団体（2007年3月31日現在）
- 大阪府 250,000千円
- 大阪市 250,000千円
- 大阪府内市町村 100,000千円
- 財団法人アジア・太平洋人権情報センターを支援する会 80,922千円
- 世界人権宣言大阪連絡会議 25,000千円
- 部落解放同盟 88,733千円
- 日本労働組合総連合会大阪府連合会 26,150千円
- 「同和問題」に取り組む宗教教団連帯会議 38,809千円
- 関西経済界 13,957千円
- その他個人等 3,107千円

合計 876,678千円

## 組織体制

### 評議員
任期:2020年06月24日より選任後4年以内に終了する事業年度のうち最終のものに関する定時評議員会の終結の時まで
- 赤井隆史　（部落解放同盟大阪府連合会執行委員長）
- 窪誠　　（大阪産業大学教授）
- 友永健三 （世界人権宣言大阪連絡会議顧問）
- 中井伊都子（甲南大学教授）
- 丹羽雅雄　（弁護士）
- 山本譲　　（大阪府府民文化部人権局長）
- 福岡弘高　（大阪市ダイバーシティ推進室長）
- 香川功　　（日本労働組合総連合会大阪府連合会副事務局長）

### 理事
任期:2020年06月24日より選任後2年以内に終了する事業年度のうち最終のものに関する定時評議員会の終結の時まで
- 会長（代表理事）白石理（元国際連合人権高等弁務官事務所人権担当官）
- 副会長（業務執行理事）山脇和夫（元日本労働組合総連合会大阪府連合会副会長）
- 所長（業務執行理事）三輪敦子（元国連女性開発基金 (現UNウィメン)アジア太平洋地域バンコク事務所プログラム担当官)
  - 伊田久美子（大阪府立大学名誉教授）
  - 韓秀根（大阪府教職員組合副執行委員長）
  - 小山帥人（映像ジャーナリスト）
  - 高谷幸（大阪大学凖教授）
  - 西島藤彦（部落解放同盟中央本部書記長）
  - 阿久澤麻理子（大阪市立大学大学院教授）